# Municipio de Santa Lucía del Camino
El municipio de Santa Lucía del Camino es uno de los 570 municipios que conforman al estado mexicano de Oaxaca. Pertenece al distrito centro de la región valles centrales. Es parte de la zona metropolitana de Oaxaca.

## Toponimia
Lleva el nombre de Santa Lucía del Camino en honor de la patrona de los ciegos y de las modistas, el 13 de diciembre se celebra la fiesta de Santa Lucía Mártir. Se acostumbra una calenda, fuegos pirotécnicos y bailes este día y una semana antes. 

## Población
El municipio de Santa Lucía del Camino es un municipio aledaño a la Ciudad de Oaxaca, Oaxaca. De acuerdo al Censo de Población y Vivienda 2010, cuenta con una población total de 47356 habitantes, de los cuales 24499 son mujeres y 22857 son hombres.
Limita al norte con Oaxaca de Juárez y San Agustín Yatareni; al sur con San Antonio de la Cal y Santa Cruz Xoxocotlán; al este con San Sebastián Tutla y con Santa Cruz Amilpas; al oeste con Oaxaca de Juárez. Su distancia aproximada a la capital del estado es de 3 kilómetros. La superficie total del municipio es de 7.65 km², que representa el 0.01% de la superficie total del estado.

## Situación política
Está regido por el sistema de partidos políticos y gobernado por el presidente Municipal Juan Carlos García Márquez, de MORENA, desde el 1 de enero de 2022. 
Al actual Ayuntamiento lo conforman 13 regidores. Este ha sido uno de los gobiernos donde sobresale la paridad de género en el tema de representación.

## Actividad económica
La principal actividad económica es el comercio formal; este sitio también es reconocido por la elaboración de tabique y sus derivados. Cuenta con restaurantes, panaderías y todo tipo de comercio, incluso una  de las plazas comerciales más visitadas de Valles Centrales.  